# 4-я танковая армия (вермахт)
4-я танковая армия (нем. 4. Panzerarmee) — оперативное объединение (танковая армия) сухопутных войск вооружённых сил нацистской Германии периода Второй мировой войны. До 1 января 1942 года называлась 4-я танковая группа (нем. Panzergruppe 4).
3—28 июля 1941 года название 4-я танковая армия носила 4-я армия, объединившая под своим командованием подвижные соединения группы армий «Центр».

## Боевой путь

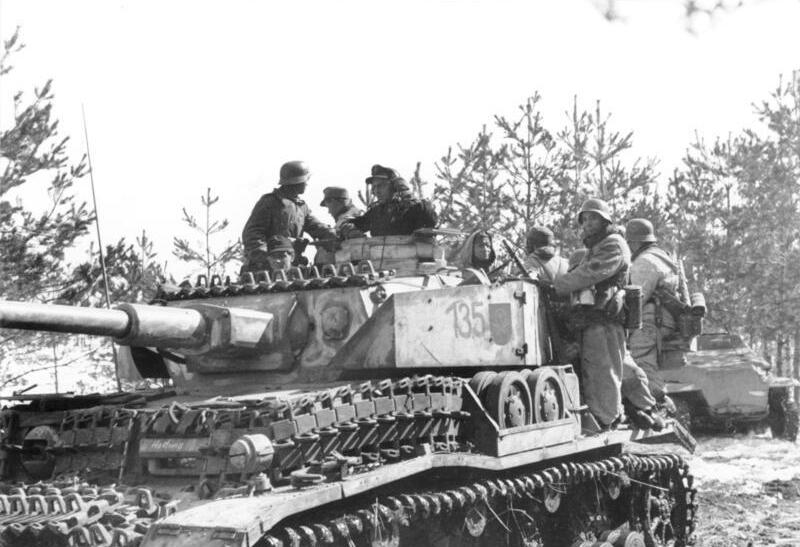
Panzer IV с длинным орудием. Основной танк, стоявший на вооружении частей 4-й ТА, начиная с зимы 1941—1942 гг.

Сформирована в феврале 1941 года на основе штаба 16-го моторизованного корпуса как 4-я танковая группа. Первый командующий — генерал-полковник Эрих Гёпнер. В составе группы армий «Север» принимала участие в нападении на СССР и наступлении на Ленинград. В сентябре 1941 передана в состав группы армий «Центр» для наступления на Москву. Принимала участие в Вяземском сражении и битве за Москву. За самовольный отход под Москвой командующий армией Э. Гёпнер был отстранён от командования с формулировкой «за трусость и неподчинение приказам» и с позором уволен в отставку, лишён наград и пенсии.
В январе 1942 года группа была переименована в 4-ю танковую армию. Первый командующий — генерал-полковник Герман Гот. Принимала участие в Харьковском сражении в мае 1942 и последующем наступлении на Воронеж и Ростов-на-Дону.
В пункте № 12 приказа командования 4-й танковой армии № 24 от 14 февраля 1943 регистрационный № 725/43 указано местом расположения штаба 4-й танковой армией Анастасиевка (Ростовская область).

### Операция «Блау»
Германское летнее наступление 1942 года (План «Блау») началось 28 июня в районе Белгорода. Войска группы армий «Юг» нанесли удар в стык 13-й и 40-й армий Брянского фронта. Главный удар наносила 4-я танковая армия, продвигаясь южнее железной дороги Курск — Воронеж на Старый Оскол и далее на Воронеж с задачей выйти к Дону. Преодолев сопротивление советских войск, в том числе семи танковых корпусов, 6 июля 1942 г. силы 4 ТА заняли Воронеж.
После занятия Воронежа 4-я ТА была передана в состав группы армий «А», наступавшей на Кавказ, но затем возвращена в состав на Сталинградское направление, в состав группы армий «Б». Наступала на Сталинград с юга. В ходе Сталинградской битвы 24-я танковая дивизия из состава 4-й ТА попала в окружение вместе с 6-й армией Паулюса и была уничтожена.
Потерпев поражение в районе Котельниково, 4-я танковая армия отходила на рубеж Морозовск — Зимовники, намереваясь на нём остановить наступление войск Южного фронта. В Курском сражении 4‑я ТА вела наступление с южного направления.

### Отступление
К началу 1944 года 4-я танковая армия была отброшена к довоенной советско-польской границе 1939 года. Армия обороняла позиции на западе Украины до конца июня 1944 года, сражаясь в южных районах Полесских болот, а также в районе Луцка, Шепетовки, Тернополя и Ковеля. Противостояла 1-му Украинскому фронту во время Львовско-Сандомирской опеарции и была вынуждена отступить с боями. Правый фланг 4-й армии, включая XIII армейский корпус, был окружен и уничтожен под Бродами в конце июля 1944 года.

## Состав
| - 41-й моторизованный корпус (генерал танковых войск Г. Рейнгард) - 1-я танковая дивизия - 6-я танковая дивизия - 36-я моторизованная дивизия - 269-я пехотная дивизия - 56-й моторизованный корпус (генерал пехоты Э. фон Манштейн) - 8-я танковая дивизия - 3-я моторизованная дивизия - 290-я пехотная дивизия - Резерв - 3-я моторизованная дивизия СС «Мёртвая голова» - 41-й моторизованный корпус (генерал танковых войск Г. Рейнгард) - 1-я танковая дивизия - 6-я танковая дивизия - 36-я моторизованная дивизия - 269-я пехотная дивизия - 56-й моторизованный корпус (генерал пехоты Э. фон Манштейн) - 8-я танковая дивизия - 3-я моторизованная дивизия - Резерв - 3-я моторизованная дивизия СС «Мёртвая голова» - 38-й армейский корпус (генерал пехоты Ф. фон Шаппиус) - 58-я пехотная дивизия - 41-й моторизованный корпус (генерал танковых войск Г. Рейнгард) - 1-я пехотная дивизия - 1-я танковая дивизия - 6-я танковая дивизия - 8-я танковая дивизия - 36-я моторизованная дивизия - 56-й моторизованный корпус (генерал пехоты Э. фон Манштейн) - 3-я моторизованная дивизия - 269-я пехотная дивизия - 4-я полицейская моторизованная дивизия СС - 41-й моторизованный корпус (генерал танковых войск Г. Рейнгард) - 36-я моторизованная дивизия - 1-я танковая дивизия - 6-я танковая дивизия - 50-й армейский корпус (генерал кавалерии Г. Линдеман) - 269-я пехотная дивизия - 4-я полицейская моторизованная дивизия СС - 28-й армейский корпус (генерал пехоты М. фон Викторин) - 96-я пехотная дивизия - 121-я пехотная дивизия - 122-я пехотная дивизия | - 57-й моторизованный корпус (генерал танковых войск А. Кунцен) - 20-я танковая дивизия - 3-я моторизованная дивизия - Дивизия СС «Рейх» - 46-й моторизованный корпус (генерал танковых войск Г. фон Фиттингоф) - 5-я танковая дивизия - 11-я танковая дивизия - 252-я пехотная дивизия - 40-й моторизованный корпус (генерал танковых войск Г. Штумме) - 2-я танковая дивизия - 10-я танковая дивизия - 258-я пехотная дивизия - 12-й армейский корпус (генерал пехоты В. Шрот) - 98-я пехотная дивизия - 34-я пехотная дивизия - 7-й армейский корпус - 7-я пехотная дивизия - 267-я пехотная дивизия - 197-я пехотная дивизия - 3-я моторизованная дивизия - 255-я пехотная дивизия - Французский полк - 9-й армейский корпус - 87-я пехотная дивизия - 20-я танковая дивизия - 18-я пехотная дивизия - 252-я пехотная дивизия - 46-й моторизованный корпус - 2-я моторизованная дивизия СС «Рейх» - 10-я танковая дивизия (часть) - 5-я танковая дивизия - 11-я танковая дивизия - 5-й армейский корпус - 35-я пехотная дивизия - 6-я танковая дивизия - 106-я пехотная дивизия - 23-я пехотная дивизия - 24-й армейский корпус (мот.) (ком. — Вилибальд фон Лангерманн): - 9-я танковая дивизия - 11-я танковая дивизия - 3-я моторизованная дивизия - 48-й танковый корпус (ком. — Вернер Кемпф): - 24-я танковая дивизия - Дивизия «Великая Германия» - 13-й армейский корпус: - 82-я пехотная дивизия - 385-я пехотная дивизия |

### 11 июля 1942 года
| - Формирования прямого подчинения - 312-е армейское артиллерийское командование - 623-й моторизованный артиллерийский полковой штаб - 201-й дивизион штурмовых орудий - 800-й моторизованный артиллерийский дивизион (150 мм) - 616-й моторизованный миномётный дивизион (210 мм) - 1/84-й (моторизованный) артиллерийский полк (240 мм) - 2/59-й (моторизованный) тяжёлый артиллерийский полк - 626-й геодезический взвод - 2-е командование войск реактивных миномётов - 3/51-й моторизованный полк реактивных миномётов - 3/53-й моторизованный полк реактивных миномётов - 515-й моторизованный сапёрный полковой штаб - 522-й мостостроительный батальон - 938-й мостовой штабной эскадрон - 906-е командование штурмовых катеров - 6-я моторизованная мостовая колонна Б - 7-я моторизованная мостовая колонна Б - 15-я моторизованная мостовая колонна Б - 20-я моторизованная мостовая колонна Б - 22-я моторизованная мостовая колонна Б - 31-я моторизованная мостовая колонна Б - 32-я моторизованная мостовая колонна Б - 34-я моторизованная мостовая колонна Б - 37-я моторизованная мостовая колонна Б - 48-я моторизованная мостовая колонна Б - 122-я моторизованная мостовая колонна Б - 124-я моторизованная мостовая колонна Б - 126-я моторизованная мостовая колонна Б - 134-я моторизованная мостовая колонна Б - 2/406-я моторизованная мостовая колонна Б - 2/411-я моторизованная мостовая колонна Б - 2/412-я моторизованная мостовая колонна Б - 635-я моторизованная мостовая колонна Б - 657-я моторизованная мостовая колонна Б - 672-я моторизованная мостовая колонна Б - 26-е командование строительных войск - 34-е командование строительных войск - 676-й тяжёлый дорожно-строительный батальон - XVI старший командующий Имперской строительной службы - K 27-я (велосипедная) группа Имперской строительной службы - 4-й танковый полк связи - 694-я пропагандистская рота - 9-я моторизованная зенитная дивизия: полковник Пиккерт - 129-й батальон связи ВВС - 1 телефонная рота ВВС - 1 радио рота ВВС - 1 колонна снабжения связи ВВС - 1/111-й моторизованный полевой госпиталь ВВС - 91-й зенитный полк (лейтенант-полковник Меммерт) - 1/9-й зенитный полк - 3 моторизованные батареи (4 88-мм пушки в каждой) - 1 моторизованная батарея (9 37-мм пушки) - 1 моторизованная батарея (12 20mm guns) - 2 моторизованные 600-мм батареи прожекторов - 1/12-й зенитный полк - 3 моторизованные батареи (4 88-мм пушки в каждой) - 2 моторизованные батареи (12 20-мм пушки) - 2 моторизованные 600-мм батареи прожекторов - 77-й лёгкий зенитный дивизион - 1 моторизованная батарея (9 37-мм пушки) - 2 самоходные батареи (9 20мм & 3 счетверённые 20-мм пушки в каждой) - 104-й зенитный полк: (лейтенант-полковник Шрадер) - 1/5-й зенитный полк - 3 моторизованные батареи (4 88-мм пушки в каждой) - 2 (смешанные) моторизованные батареи - 6 (моторизованных) 20-мм пушек - 6 (САУ) 20-мм пушки - 1 счетверённая (САУ) 20-мм пушек - 2 счетверённые (моторизованные) 20-мм пушки - 2 моторизованные 600-мм батареи прожекторов - 1/7-й зенитный полк - 3 моторизованные батареи (4 88-мм пушки в каждой) - 1 моторизованная батарея (12 20-мм пушки) - 1 моторизованная батарея (9 20-мм пушек & 3 счетверённые 20-мм пушки) - 2 моторизованные 600-мм батареи прожекторов - 3/Зенитный полк Зенитной артиллерийской школы - 1 моторизованная батарея (9 37-мм пушки) - 1 (смешанная) батарея - 3 (САУ) 20-мм пушки) - 3 (моторизованные) 20-мм пушки) - 3 (моторизованные) счетверённые 20-мм пушки) - 3 (моторизованные) 37-мм пушки) - 3 (смешанная) батарея - 6 (моторизованные) 50-мм пушек) - 3 (САУ) 50-мм пушки) - Полк материального обеспечения Д: (лейтенант-полковник Паланд) - 1/III моторизованный штаб колонны материального обеспечения - 12/VII моторизованная транспортная колонна - 3/VI колонна материального обеспечения - 4/VI колонна материального обеспечения - 2/III моторизованная транспортная колонна - 10/IV моторизованная транспортная колонна - 10VI моторизованная транспортная колонна - 2/VII моторизованный штаб колонны материального обеспечения - 2/VIII моторизованная транспортная колонна - 3/VIII моторизованная транспортная колонна - 5/VIII моторизованная транспортная колонна - 4/VII моторизованная транспортная колонна - 1/VIII моторизованная транспортная колонна - 3/VIII моторизованная транспортная колонна - 6/VIII моторизованная транспортная колонна - Heck моторизованный штаб колонны технического обслуживания - 37/XII лёгкая (смешанная) транспортная колонна - 64/XII тяжёлая (смешанная) транспортная колонна - 65/XII тяжёлая (смешанная) транспортная колонна - 1/XII штаб колонны технического обслуживания - 1/III моторизованная рота технического обслуживания - 1/VIII моторизованная рота технического обслуживания - 1/III моторизованный зенитный парк - 2/XI моторизованный отряд специального технического обслуживания - 1/XII моторизованный автопарк - 1/XII моторизованный автоотряд - 17/III моторизованный (?) отряд | - XXXX танковый корпус - 128-е артиллерийское командование - 70-й артиллерийский полковой штаб - 777-й тяжёлый артиллерийский дивизион (210 мм миномёты) - 711-й артиллерийский дивизион (100 мм) - 28-й наблюдательный батальон - 177-й дивизион штурмовых орудий - 674-й сапёрный полковой штаб - 635-й сапёрный батальон - 7-й мостостроительный батальон - 538-й тяжёлый дорожно-строительный батальон - 924-й мостовой штабной эскадрон - 51-я моторизованная мостовая колонна Б - 99-я моторизованная мостовая колонна Б - 2/410-я моторизованная мостовая колонна Б - 1/505-я моторизованная мостовая колонна Б - 537-я моторизованная мостовая колонна Б - 539-я моторизованная мостовая колонна Б - 603-я моторизованная мостовая колонна Б - 609-я моторизованная мостовая колонна Б - 615-я моторизованная мостовая колонна Б - 639-я моторизованная мостовая колонна Б - 666-я моторизованная мостовая колонна Б - 667-я моторизованная мостовая колонна Б - 11-я группа Имперской строительной службы - 12-я группа Имперской строительной службы - 13-я группа Имперской строительной службы - 670-й противотанковый дивизион (76,2-мм САУ) - 4-я разведывательная группа ВВС малой дальности - 91-й зенитный полк - 1/9-й зенитный полк - 1/12-й зенитный полк - 77-й лёгкий зенитный полк - 100-я лёгкая пехотная дивизия - 1/,2/,3/369-й хорватский пехотный полк - 1/,2/,3/54-й лёгкий пехотный полк - 1/,2/,3/227-й лёгкий пехотный полк - 1/,2/,3/,4/83-й артиллерийский полк - 100-й велосипедный батальон - 100-й противотанковый дивизион - 100-й сапёрный батальон - 100-й батальон связи - Подразделения поддержки дивизии - 29-я моторизованная дивизия - 1/,2/,3/15-й моторизованный полк - 1/,2/,3/71-й моторизованный полк - 29-й противотанковый дивизион - 129-й танковый батальон - 29-й мотоциклетный батальон - 1/,2/,3/,4/29-й артиллерийский полк - 29-й батальон связи - 29-й сапёрный батальон - Подразделения поддержки дивизии - 3-я танковая дивизия - 1/,2/,3/6-й танковый полк - 3-я моторизованная бригада - 1/,2/,3/3-й моторизованный полк - 1/,2/,3/394-й моторизованный полк - 543-й противотанковый дивизион - 3-й мотоциклетный батальон - 1/,2/,3/,4/75-й артиллерийский полк - 39-й батальон связи - 39-й сапёрный батальон - Подразделения поддержки дивизии - 23-я танковая дивизия - 1/,2/,3/201-й танковый полк - 23-я моторизованная бригада - 1/,2/,3/126-й моторизованный полк - 1/,2/,3/128-й моторизованный полк - 128-й противотанковый дивизион - 23-й мотоциклетный батальон - 1/,2/,3/,4/128-й артиллерийский полк - 128-й батальон связи - 51-й сапёрный батальон - Подразделения поддержки дивизии - VIII армейский корпус: - 175-е артиллерийское командование - 41-й артиллерийский полкal Staff - 2/53-й моторизованный артиллерийский полк (100 мм) - 16-й моторизованный наблюдательный батальон - 244-й дивизион штурмовых орудий - 245-й дивизион штурмовых орудий - 677-й сапёрный полковой штаб - 260-й сапёрный батальон (на конной тяге) - 14-я группа Имперской строительной службы - 20-я группа Имперской строительной службы - 8-я моторизованная мостовая колонна Б - 100-я моторизованная мостовая колонна Б - 2/53-й моторизованный артиллерийский полк (100 мм) - 521-й противотанковый дивизион (76.2-мм САУ) - 79-я пехотная дивизия - 1/,2/,3/208-й пехотный полк - 1/,2/,3/212-й пехотный полк - 1/,2/,3/226-й пехотный полк - 179-й противотанковый дивизион - 179-й велосипедный батальон - 1/,2/,3/,4/179-й артиллерийский полк - 179-й сапёрный батальон - 179-й батальон связи - Подразделения поддержки дивизии - 113-я пехотная дивизия - 1/,2/,3/260-й пехотный полк - 1/,2/,3/261-й пехотный полк - 1/,2/,3/268-й пехотный полк - 113-й противотанковый дивизион - 113-й велосипедный батальон - 1/,2/,3/,4/113-й артиллерийский полк - 113-й сапёрный батальон - 113-й батальон связи - Подразделения поддержки дивизии - 305-я пехотная дивизия - 1/,2/,3/576-й пехотный полк - 1/,2/,3/577-й пехотный полк - 1/,2/,3/578-й пехотный полк - 305-й быстрый батальон - 1/,2/,3/,4/305-й артиллерийский полк - 305-й сапёрный батальон - 305-й батальон связи - Подразделения поддержки дивизии - 376-я пехотная дивизия - 1/,2/,3/672-й пехотный полк - 1/,2/,3/673-й пехотный полк - 1/,2/,3/767-й пехотный полк - 376-й быстрый батальон - 1/,2/,3/,4/376-й артиллерийский полк - 376-й сапёрный батальон - 376-й батальон связи - Подразделения поддержки дивизии |

| - XXXXVIII танковый корпус - 108-е артиллерийское командование - 2/72-й моторизованный артиллерийский полк (100 мм) - 243-й дивизион штурмовых орудий - 520-й сапёрный полковой штаб - 52-й моторизованный сапёрный батальон - 651-й моторизованный сапёрный батальон - 21-й мостостроительный батальон - 923-й штабной эскадрон мостовой колонны - 506-й лёгкий (велосипедный) дорожно-строительный батальон - 507-й лёгкий (велосипедный) дорожно-строительный батальон - 21-я группа Имперской строительной службы - 22-я группа Имперской строительной службы - 23-я моторизованная мостовая колонна Б - 1/41-я моторизованная мостовая колонна Б - 58-я моторизованная мостовая колонна Б - 129-я моторизованная мостовая колонна Б - 2/403-я моторизованная мостовая колонна Б - 2/407-я моторизованная мостовая колонна Б - 2/408-я моторизованная мостовая колонна Б - 1/,2/53-й полк реактивных миномётов - 2-й полк тяжёлых реактивных миномётов - 16-я разведывательная группа ВВС малой дальности - 104-й зенитный полк - 1/5-й зенитный полк - 1/7-й зенитный полк - 3/2-й зенитный полк Зенитной артиллерийской школы - 602-й зенитный батальон - Дивизия «Великая Германия» - 1/,2/,3/Пехотный полк «Великая Германия» - 1/,2/,3/Стрелковый полк «Великая Германия» - 1/,2/3/,4/Моторизованный артиллерийский полк «Великая Германия» - Дивизион штурмовых орудий «Великая Германия» - Противотанковый дивизион «Великая Германия» - Танковая рота «Великая Германия» - Сапёрный батальон «Великая Германия» - Мотоциклетный батальон «Великая Германия» - Батальон связи «Великая Германия» - 24-я танковая дивизия - 1/,2/,3/24-й танковый полк - 24-я моторизованная бригада - 1/,2/,3/21-й моторизованный полк - 1/,2/,3/26-й моторизованный полк - 40-й противотанковый дивизион - 4-й мотоциклетный батальон - 1/,2/,3/,4/89-й артиллерийский полк - 86-й батальон связи - 40-й сапёрный батальон - Подразделения поддержки дивизии | - XXIV танковый корпус: - 143-е артиллерийское командование - 430-й моторизованный артиллерийский дивизион (100 мм) - 191-й дивизион штурмовых орудий - 2/40-й моторизованный тяжёлый полевой гаубичный полк (150 мм) - 413-й сапёрный полковой штаб - 45-й моторизованный сапёрный батальон - 577-й мостостроительный батальон - 503-й лёгкий (велосипедный) дорожно-строительный батальон - 508-й лёгкий (велосипедный) дорожно-строительный батальон - 25-й группа Имперской строительной службы - 26-й группа Имперской строительной службы - 51-й полк реактивных миномётов - 52-й полк реактивных миномётов - 3-й полк тяжёлых реактивных миномётов - 3-я моторизованная дивизия - 1/,2/,3/8-й моторизованный полк - 1/,2/,3/29-й моторизованный полк - 3-й противотанковый дивизион - 103-й танковый батальон - 53-й мотоциклетный батальон - 1/,2/,3/,4/3-й артиллерийский полк - 3-й батальон связи - 3-й сапёрный батальон - Подразделения поддержки дивизии - 16-я моторизованная дивизия - 1/,2/,3/60-й моторизованный полк - 1/,2/,3/156-й моторизованный полк - 228-й противотанковый дивизион - 116-й танковый батальон - 165-й мотоциклетный батальон - 1/,2/,3/,4/146-й артиллерийский полк - 288-й батальон связи - 675-й сапёрный батальон - Подразделения поддержки дивизии |

### На 15 ноября 1942 года
- 16-я моторизованная дивизия
- 29-я моторизованная дивизия
- 7-й румынский армейский корпус
  - 8-я румынская кавалерийская бригада
  - 5-я румынская кавалерийская бригада
- 6-й румынский армейский корпус
  - 4-я румынская пехотная дивизия
  - 1-я румынская пехотная дивизия
  - 2-я румынская пехотная дивизия
  - 18-я румынская пехотная дивизия
- 4-й армейский корпус
  - 20-я румынская пехотная дивизия
  - 297-я пехотная дивизия
  - 371-я пехотная дивизия

## Командующие
- генерал-полковник Э. Гёпнер (15 февраля 1941 — 7 января 1942)
- генерал-полковник Р. Руофф (8 января 1942 — 31 мая 1942)
- генерал-полковник Г. Гот (31 мая 1942 — 10 ноября 1943)
- генерал-полковник Э. Раус (10 ноября 1943 — 21 апреля 1944)[5]
- генерал-полковник Й. Харпе (18 мая 1944 — 28 июня 1944)
- генерал танковых войск В. Неринг (28 июня 1944 — 5 августа 1944)
- генерал танковых войск Х. Бальк (5 августа 1944 — 21 сентября 1944)
- генерал танковых войск Ф.-Г. Грезер (21 сентября 1944 — 8 мая 1945)

### Комментарии
1. ↑  В июле 1942 переименован в 24-й танковый корпус